# Fontaine-le-Pin
Fontaine-le-Pin (fɔ̃.tɛn.lə.pɛ̃ⓘ) es una población y comuna francesa, situada en la región de Baja Normandía, departamento de Calvados, en el distrito de Caen y cantón de Bretteville-sur-Laize.

## Demografía
| 283 | 258 | 258 | 289 | 279 | 284 |
| Para los censos de 1962 a 1999 la población legal corresponde a la población sin duplicidades (Fuente: INSEE [Consultar]) |     |     |     |     |     |